# Cicurina orellia
Cicurina orellia là một loài nhện trong họ Dictynidae.
Loài này thuộc chi Cicurina. Cicurina orellia được Willis J. Gertsch miêu tả năm 1992.